# ساكرامنتو ريببلك
نادي جمهورية ساكارامنتو لكرة القدم (بالإنجليزية: Sacramento Republic Football Club)‏ هو فريق كرة قدم احترافي أمريكي أسس في سنة 2012 بمدينة ساكرامنتو في كاليفورنيا يلعب النادي حاليا في بطولة الدوري الامريكي في أرضية ملعب الأب مارفي في ولاية كاليفورنيا